# Ruby Rose

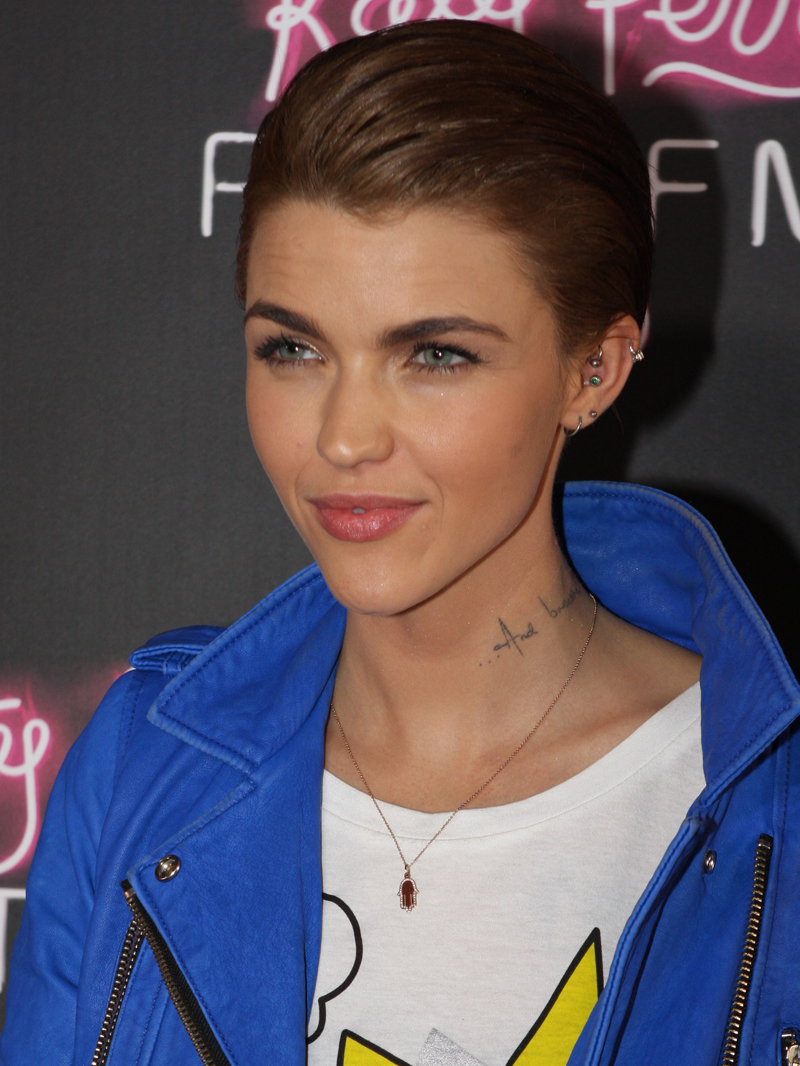
Ruby Rose (2012)

Ruby Rose Langenheim (* 20. März 1986 in Melbourne) ist eine australische Schauspielerin, Model, Moderatorin und DJ.

## Karriere

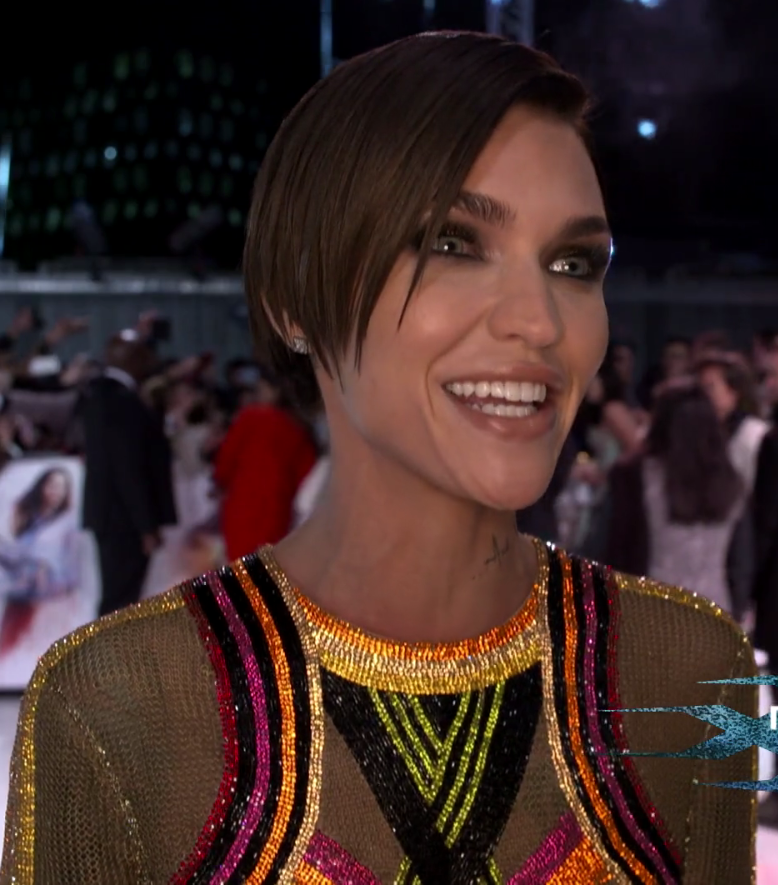
Ruby Rose (2017)

Ruby Rose besuchte die University High School in Parkville und danach das Footscray City College, beides in Vororten von Melbourne. Ihre Karriere als Model begann 2002, als sie an einem Casting des australischen Teenager-Magazins Girlfriend teilnahm und den zweiten Platz hinter dem Model Catherine McNeil belegte.
2008 arbeitete Ruby Rose als Videojockey für MTV Australien. Im Jahr darauf moderierte sie die Nachrichten-Talkshow The 7pm Project. 2009 gewann sie den australischen ASTRA Award for Favourite Personality. Sie hatte weitere Auftritte im Fernsehen, unter anderem 2010 als Moderatorin der australischen Version von Ultimate School Musical. Im Kino debütierte sie 2013 in dem australischen Sozialdrama Around the Block mit der Rolle der Hannah, die eine Affäre mit der Hauptfigur Dino (Christina Ricci) hat.
In der dritten und vierten Staffel spielte Ruby Rose die Rolle der Stella in der Netflix-Serie Orange Is the New Black. Zusammen mit dem übrigen Cast wurde sie bei den Screen Actors Guild Awards 2016 in der Kategorie Bestes Schauspielensemble in einer Comedyserie ausgezeichnet.
Bei den MTV Europe Music Awards 2015 moderierte sie gemeinsam mit Ed Sheeran die Verleihung der Awards. Sie ist auch als DJ tätig, tourt durch Diskotheken und legte unter anderem im Pacha in New York und dem XS Daylight Club in Las Vegas auf.
Ihre zunehmende mediale Bekanntheit brachte Ruby Rose größere Aufträge als Model ein, unter anderem für die Kosmetiklinie Maybelline New York in Australien (ab 2010). Ihr androgynes Aussehen und zahlreiche Tattoos an Armen und Oberkörper entwickelten sich zu ihren Markenzeichen. 2016 stand sie Modell für die Frühjahrskollektion Ralph Lauren Denim & Supply’s. Seit März 2016 ist sie das neue Gesicht der amerikanischen Kosmetikmarke Urban Decay, eines Tochterunternehmens von L’Oréal.
Ruby Rose schrieb 2012 die Single „Guilty Pleasure“ und veröffentlichte sie in Zusammenarbeit mit dem britischen Pop-Sänger Gary Go. Sie war in Europa, speziell in Ungarn, ein Hit. 2016 wollte das Plattenlabel, das die Single produziert hatte, den Song noch einmal in einer Remix-Version veröffentlichen, aber Ruby Rose verbot die Neuveröffentlichung.
Im August 2018 wurde bekannt, dass Rose die Rolle der Batwoman in den Fernsehserien rund um das Arrowverse übernehmen wird. Eine eigenständige Serie mit ihr in dieser Rolle hatte im Oktober 2019 Premiere. Im Mai 2020 wurde bekannt, dass Rose die Rolle der Batwoman abgibt, weil ihr die mit der Hauptrolle verbundene Belastung zu viel wurde.

## Privatleben

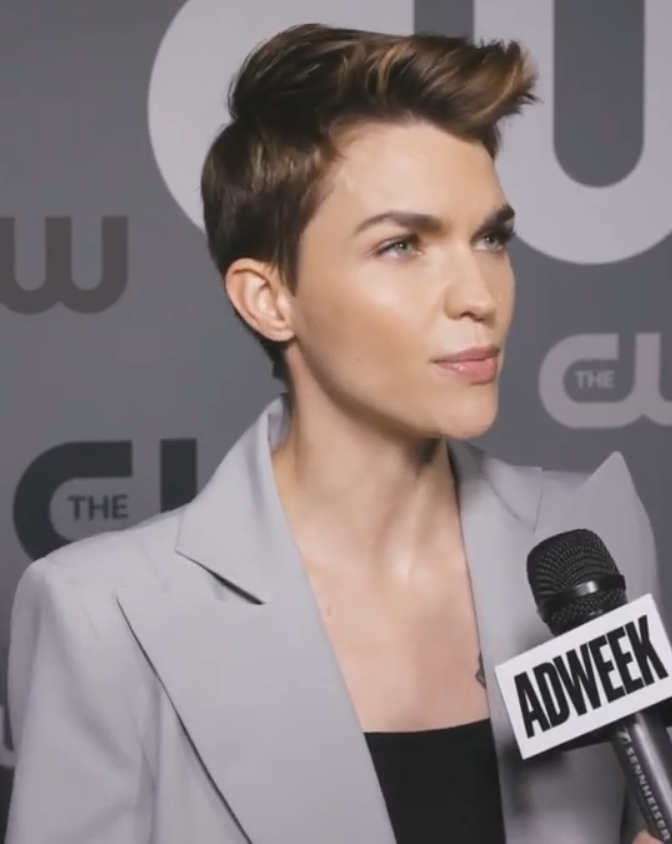
Ruby Rose (2019)

Ruby Rose outete sich mit zwölf Jahren als lesbisch. Für ihre Sexualität wurde sie von Kindern in ihrer Schule gehänselt, was zu einem Suizidversuch führte. Als Kind wurde Rose von einem Verwandten sexuell missbraucht. Rose gibt an, dass sie seit diesen Ereignissen an einer bipolaren Störung und Depressionen leide.
Rose engagiert sich für die Rechte homosexueller Menschen und in der AIDS-Wohlfahrt.
Laut eigener Aussage wollte Rose als Kind immer ein Junge sein und sammelte Geld für eine Geschlechtsangleichung. 2014 erklärt sie: „Es war in meinem Kopf als etwas, das ich tun wollte, und dann tat ich es einfach nicht mehr. Ich denke, ich bin einfach daraus rausgewachsen. Ich schlief sogar auf dem Bauch, um keine Brüste zu kriegen, was anscheinend funktionierte“. Rose fühlt sich selbst keinem Geschlecht fest zugehörig, sondern wechselte im Laufe ihres Lebens zwischen den Geschlechterrollen hin und her. Im Juli 2014 – eine Woche nach Veröffentlichung ihres Kurzfilms Break Free – bekennt Rose sich als genderfluid („zwischen den Geschlechtern fließend“). Im Verlauf ihres Films verwandelt sie sich Schritt für Schritt von einer sehr weiblichen Frau in einen stark tätowierten Mann, indem sie ihre Haare abschneidet, das Makeup abwischt, das ihr Gesicht und ihre Tattoos bedeckt, ihre Brüste abbindet und sich einen Anzug anzieht. Rose bevorzugt aber weiterhin weibliche Personalpronomen.
Von 2014 bis 2015 war Rose mit der Modedesignerin Phoebe Dahl verlobt, von Oktober 2016 bis April 2018 in einer Beziehung mit Jessica Louise Origliasso (Sängerin von The Veronicas), mit der sie bereits 2008 ein Paar war.
Ruby Rose ernährt sich vegan und lebt in Los Angeles.

## Filmografie (Auswahl)
- 2013: Mr & Mrs Murder (Fernsehserie, Folge 1x01)
- 2013: Around the Block
- 2014: Break Free (Kurzfilm)
- 2015: Dark Matter (Fernsehserie, Folge 1x07)
- 2015–2016: Orange Is the New Black (Fernsehserie, 9 Folgen)
- 2016: Sheep and Wolves (Stimme)
- 2016: Resident Evil: The Final Chapter
- 2016: On your side (Kurzfilm/Musikvideo)
- 2017: xXx: Die Rückkehr des Xander Cage (xXx: Return of Xander Cage)
- 2017: John Wick: Kapitel 2 (John Wick: Chapter 2)
- 2017: Pitch Perfect 3
- 2018: Meg (The Meg)
- 2018–2019: The Flash (Fernsehserie, Folgen 5x09, 6x09)
- 2018–2019: Supergirl (Fernsehserie, Folgen 4x09, 5x09)
- 2018, 2020: Arrow (Fernsehserie, Folgen 7x09, 8x08)
- 2019–2020: Batwoman (Fernsehserie, 20 Folgen)
- 2020: Legends of Tomorrow (Fernsehserie, Folge 5x01)
- 2020: Acting for a Cause (Fernsehserie, Folge 2x04)
- 2020: Cranston Academy – Monster Zone (Stimme)
- 2020: The Doorman – Tödlicher Empfang (The Doorman)
- 2021: S.A.S. Red Notice (SAS: Red Notice)
- 2021: Vanquish
- 2022: The Yacht (Stowaway)
- 2022: 1Up
- 2022: Taurus
- 2023: The Collective
- 2024: Dirty Angels